# Derrick Green

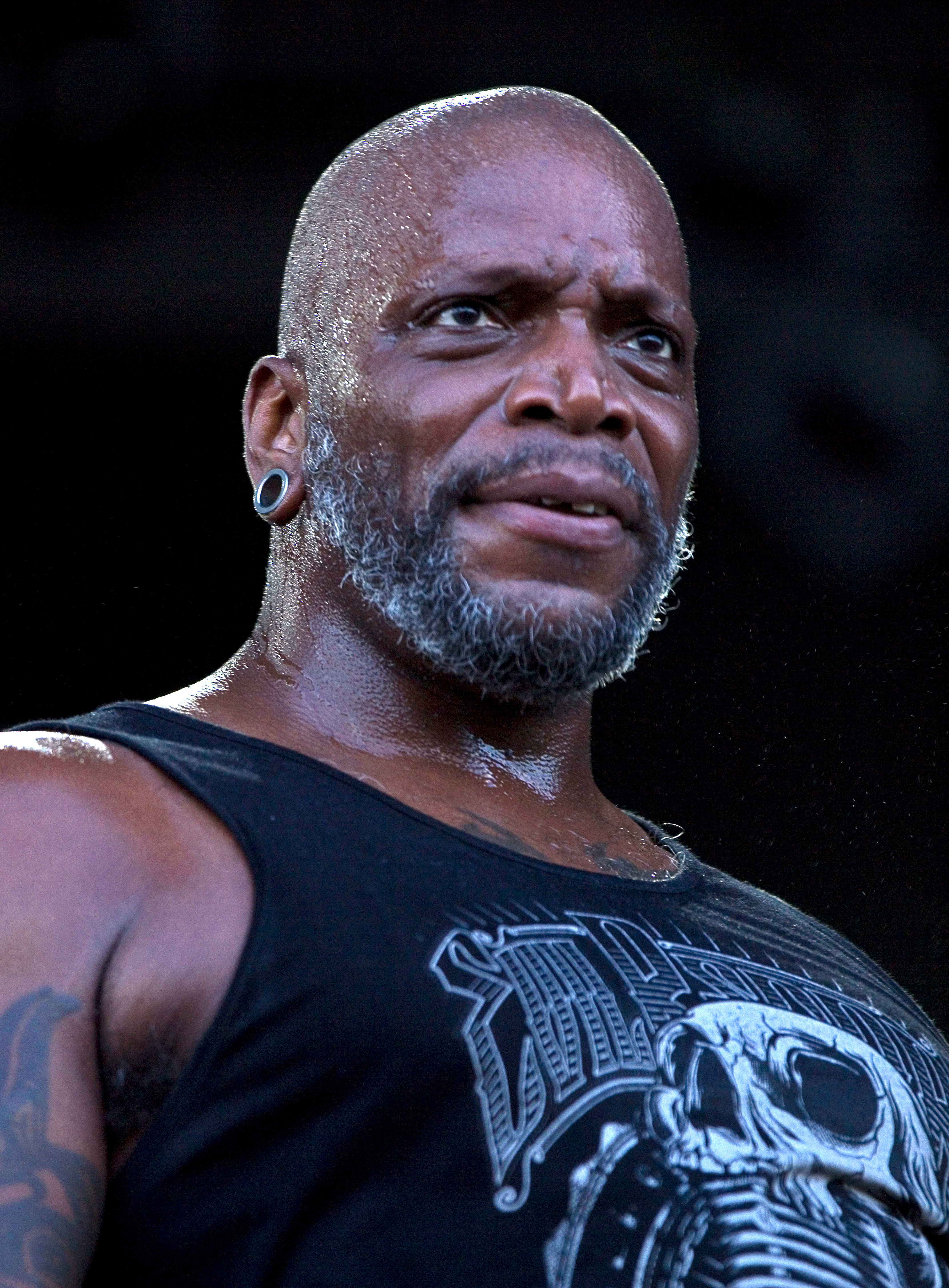
Derrick Green, 2014

Derrick Leon Green (* 20. Januar 1971 in Cleveland, Ohio) ist ein US-amerikanischer Metal-Sänger, der vor allem als Frontmann von Sepultura bekannt wurde.

## Werdegang
Green, der als jüngstes von drei Geschwistern in Cleveland aufwuchs, wurde 1986 Sänger der Band Outface, die über Walter Schreifels (Gorilla Biscuits) einen Plattenvertrag bekam. 1992 brachte sie nach zwei Demos ihr Album Friendly Green heraus. Nach weiteren Aktivitäten in der New Yorker Hardcore-Szene gründete Green 1996 mit Sara Cox die Band Alpha Jerk und veröffentlichte ein weiteres Album.
1997 wurde Green vom A&R-Mann Mike Gitter von Roadrunner Records kontaktiert, der ihm erzählte, dass Sepultura einen Sänger suchten. Green nahm einen Song (Choke) auf und schickte ihn nach Brasilien. Einen Monat später rief ihn Igor Cavalera zurück. Nach zweiwöchigem gemeinsamem Proben wurde Green zum Sänger der Band und nahm mit dieser das Album Against auf. Auch auf allen weiteren Alben der Band singt Green. Zudem war er als Gastmusiker tätig, so etwa auf Biohazards Uncivilization (2000).
Green ist Veganer, engagiert sich für die Tierrechtsorganisation PETA und die Meeresschutzorganisation Sea Shepherd.

## Diskografie
- Outface – Friendly Green (1992)
- Alpha Jerk – S/T (1996)

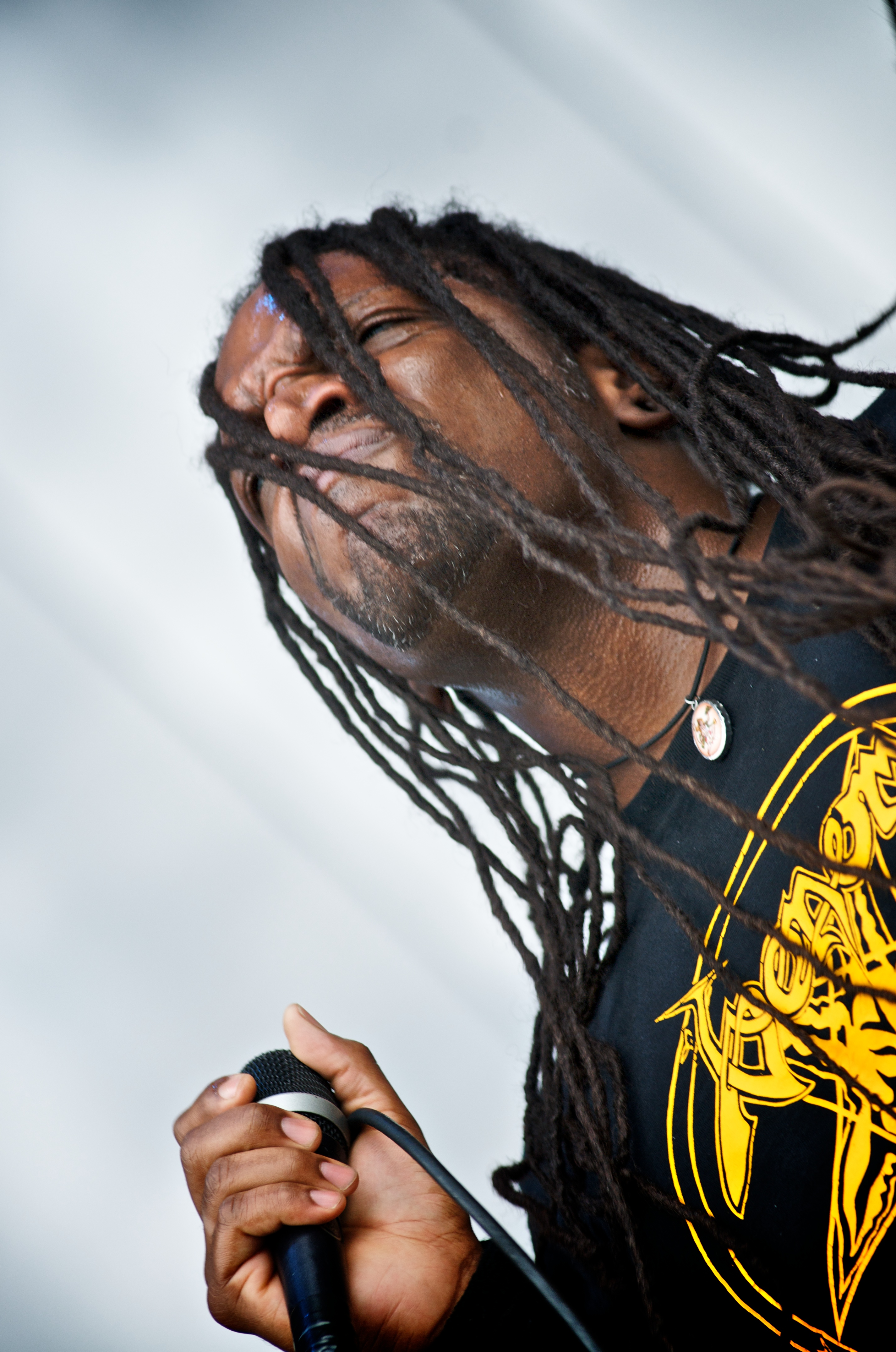
Derrick Green, 2009

- Verschiedene Künstler – New York's Hardest, Vol. 2 Comp (1998)
- Sepultura – Against (1998)
- Biohazard – Uncivilization (2000)
- Sepultura – Nation (2001)
- Sepultura – Revolusongs (2002)
- Sepultura – Roorback (2003)
- Sepultura – Live in São Paulo (2005)
- Sepultura – Dante XXI (2006)
- Sepultura – A-Lex (2009)
- Musica Diablo – Musica Diablo (2010)
- Sepultura – Kairos (2011)
- Sepultura – The Mediator Between Head and Hands Must Be the Heart (2013)
- Sepultura – Machine Messiah (2017)